# Pierogi
Le pierogi (au singulier pieróg) est un plat typique de la cuisine polonaise. Il se compose d'éléments du même nom, dont la forme et la pâte ressemblent à une sorte de raviole.
Les pierogi sont traditionnellement farcis de pommes de terre et fromage blanc (pierogi ruskie, « à la ruthène »), de viande (pierogi z mięsem), de chou et de champignons (pierogi z kapustą i grzybami), de fromage blanc (pierogi z serem), ou encore de myrtilles (pierogi z jagodami).

## Origine et plats similaires
Le mot polonais pierogi, au singulier pieróg, est issu du mot proto-slave *pirogъ désignant un type de plat servi à un festin, lui-même dérivé de *pirъ (« fête (où l’on boit) », « festin »). En polonais, le mot pierogi et ses variantes — perogi, pyrogy, perogie, perogy, pirohi, piroghi, pirogi, pirogen, pierogy, pirohy, et pyrohy —[réf. nécessaire], sont prononcés avec un accent tonique sur la syllabe « ro ».
Les pierogi sont populaires au sein des peuples de l’ancienne république des Deux Nations. Les Polonais, les Tchèques, les Slovaques, les Biélorusses, les Russes, les Ukrainiens, les Estoniens, les Lettons ainsi que les Lituaniens consomment tous ce plat (ou des plats semblables), bien qu'ils le désignent sous des noms différents. Les pierogi s’appellent pelmeni en Russie, kalduny en Biélorussie, pelmeeni en Estonie, pīrāgi en Lettonie, koldūnai en Lituanie, et varenyky en Ukraine. Dans certaines langues d’Europe de l’Est[Lesquelles ?], les noms de plats semblables viennent de la racine du mot « bouillir » (russe : варить, varit ; ukrainien : варити, varyty).
Il existe une similarité entre les pierogi et les raviolis italiens, les culurgiones, les tortelli, les tortellini, ainsi qu'avec les Maultaschen et les Bierock allemands. En Turquie, dans le Caucase du Sud et en Asie centrale, les raviolis fourrés sont appelés manti, khinkali, ou encore chuchvara. On sert des plats similaires en Asie de l'Est, comme le wonton chinois ou le jiaozi (raviolis pékinois), le mandu coréen ou le songpyeon servi lors du Chuseok (une fête coréenne traditionnelle), le gyoza japonais, le buuz mongol, le momo tibétain et népalais, et le mantu afghan. Dans l’État indien du Gujarat, un plat similaire est appelé ghooghra (ou ghugra). Sa forme est la même mais il est fourré avec de la farine sucrée et des fruits secs. On le sert traditionnellement lors du plus grand festival indien, Divali. Il est aussi semblable aux empanadillas (ou empanadas) espagnoles (plat aussi répandu en Amérique latine) faits de pâte et fourrés le plus souvent à la viande, ou au thon. Les empanadillas peuvent aussi être sucrées, fourrés à la pomme et à la cabellera[pas clair] par exemple.

## Recette

### Ingrédients
Les pierogi peuvent être fourrés avec de la purée de pommes de terre, du fromage, du chou, de la choucroute, de la viande, des champignons, des épinards, ainsi qu'avec beaucoup d'autres ingrédients selon les préférences du cuisinier. Les pierogi en dessert peuvent être fourrés de fruits frais, comme de la cerise, de la fraise, des baies de l'amélanchier à feuilles d'aulne, de la framboise, de la myrtille, de la pêche, de la prune, ou de la pomme. Pour plus de saveur et de légèreté, on peut ajouter de la crème aigre à la pâte. Ils peuvent par conséquent se déguster salés ou sucrés, froids ou chauds.
La purée de pomme de terre associée à du fromage fermier et des oignons frits est une farce populaire en Pologne. Au Canada, la farce la plus populaire se compose de purée de pomme de terre et de cheddar râpé. Les Kreplach juifs (du yiddish : קרעפּלעך, kreplekh, קרעפל, krepl neut. sg.) sont fourrés avec de la viande hachée, de la purée de pomme de terre ou avec une autre farce, puis généralement bouillis et servis dans de la soupe de poulet. Ce plat est semblable aux tortellini italiens et aux wonton chinois.

### Préparation

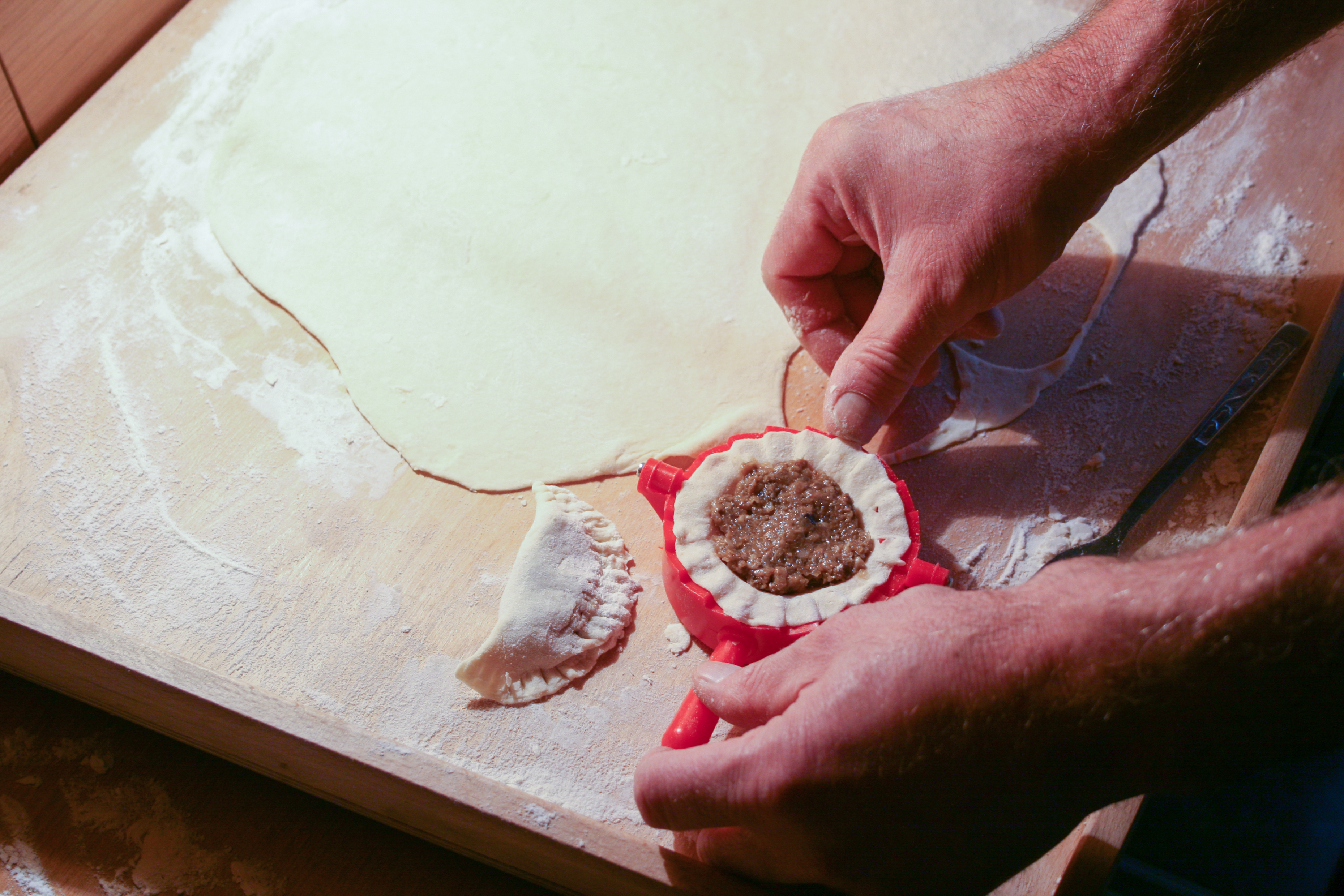
Préparation.

La première étape consiste à préparer la pâte à base de farine et d'eau chaude. Il faut ensuite étaler la pâte puis y couper des disques en utilisant des verres par exemple. Puis il faut étaler au centre de chaque disque une petite quantité de farce, plier en deux et coller les bords en pressant avec les doigts. Une fois les pierogi formés, on les fait bouillir cinq minutes. Avant de servir, on peut également les frire à la poêle. Ils peuvent être agrémentés de beurre, de crème aigre, de bacon, d'oignons ou même de champignons. En dessert, les pierogi peuvent être agrémentés de compote de pommes ou même de sirop d'érable comme cela se fait dans certaines familles nord-américaines.

## Dans le monde

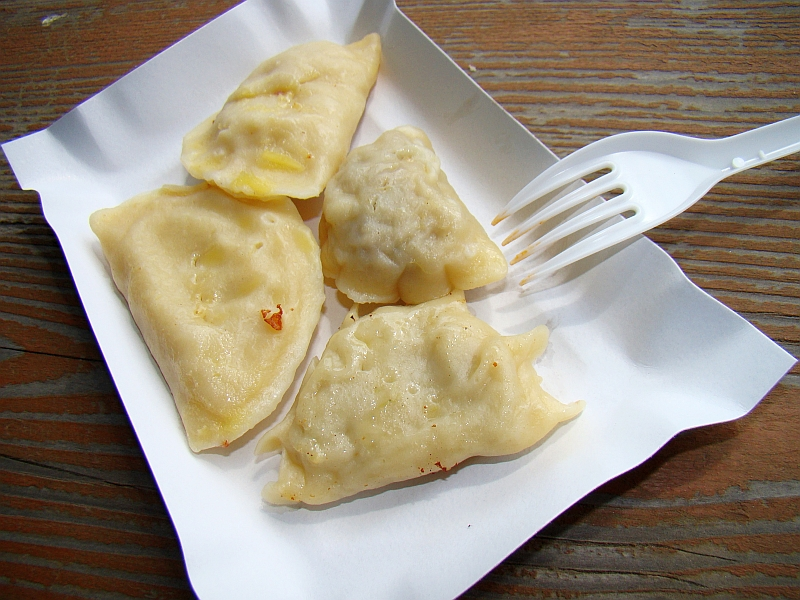
Des pierogi traditionnels composés de viande, de pommes de terre et de choucroute.

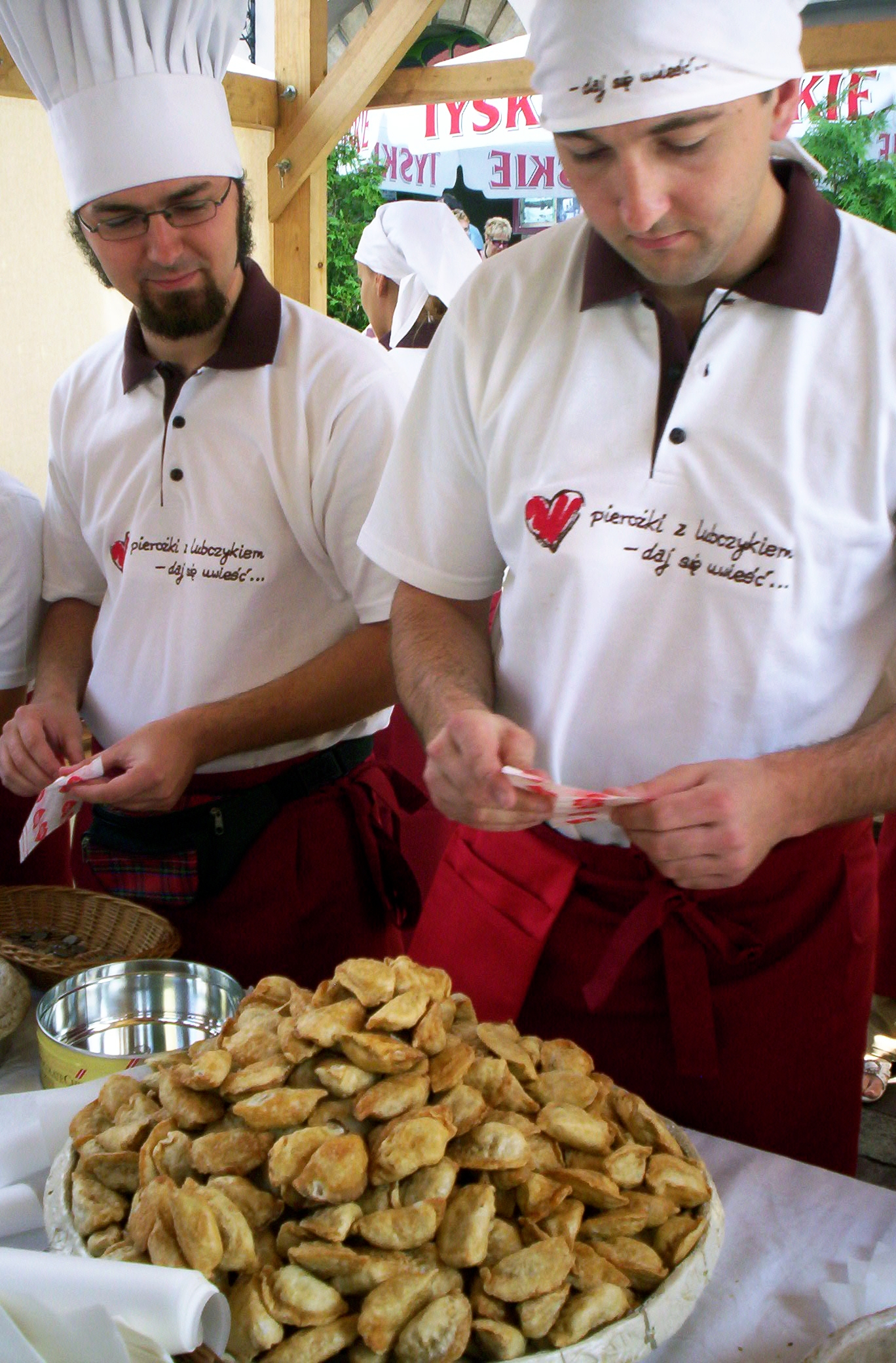
Festival des pierogi à Cracovie, en Pologne.

Il s'agit du plat traditionnel du réveillon de Noël dans plusieurs pays slaves.

### Pologne
Dans la cuisine polonaise, les pierogi sont préparés de différentes manières, allant du salé au sucré. Ce plat est considéré comme le plat national polonais,. Les pierogi étaient à l'origine le plat des paysans, mais ils ont gagné en popularité et se sont largement répandus dans toutes les classes sociales, même parmi la noblesse.
Les pierogi participent à l'image culturelle polonaise. Ils sont servis à l'occasion de nombreux festivals. Lors de la Fête du pierogi en 2007 à Cracovie, plus de 30 000 pierogi ont été consommés chaque jour[réf. nécessaire].
Les pierogi polonais sont souvent fourrés avec du fromage blanc, des pommes de terre et des oignons frits. C'est la recette la plus populaire aux États-Unis. Cependant, la recette la plus populaire en Pologne reste celle des pierogi fourrés avec de la viande hachée, des champignons et du chou. En dessert, les pierogi fourrés avec un assortiment de fruits divers (baies, fraises, myrtilles, etc.) sont particulièrement populaires. À l'occasion du dîner de Noël, les Polonais servent traditionnellement deux types de pierogi, l'un fourré avec de la choucroute et des champignons, l'autre avec des champignons qu'ils servent avec du bortsch.
Les pierogi possèdent leur propre saint patron. « Swiety Jacek z pierogami ! » (« Saint Hyacinthe et ses pierogi ! ») est une ancienne expression de surprise, équivalente à l'expression française « Sapristi ! ». L'origine de cette expression n'est pas connue.

### Hongrie
L'équivalent hongrois des pierogi est le derelye, une sorte de ravioli fourré avec du jambon ou toute autre viande. Il est servi lors d'occasions spéciales comme un mariage.

### Roumanie
Le plat similaire aux pierogi s'appelle colțunași en Roumanie. Ils peuvent être fourrés de purée de pommes de terre, de fromage frais ou de chou. Ils se présentent souvent sous forme de dessert fourré avec de la confiture (généralement de la confiture de cerise) ou avec du fromage (du telema ou de l'urdă). En République de Moldova, en dessert, les colțunași sont fourrés de griottes.

### Russie
La version russe des pierogi est le vareniki (вареники) ou le pelmeni (пельмени). Ils sont plus souvent fourrés avec de la viande, du riz et de la viande, des pommes de terre et des champignons, du fromage, du chou et des baies. Ils peuvent être agrémentés d'oignons frits et de bacon, ou encore de beurre, et servis avec de la crème aigre. Il existe un plat traditionnel russe appelé pirog (пирог), qui désigne cependant un plat différent.